# Moira MacTaggert
Moira MacTaggert, née Moira Kinross est un personnage de fiction évoluant dans l'univers Marvel de la maison d'édition Marvel Comics. Créé par le scénariste Chris Claremont et le dessinateur Dave Cockrum, le personnage apparaît pour la première fois dans le comic book Uncanny X-Men #96 en décembre 1975.
Elle est récemment connue sous l'identité de Moira X.
Le personnage apparaît dans de nombreuses histoires des X-Men mais également dans la série Excalibur.

## Biographie du personnage

### Origines
Née Moira Kinross de parents écossais, Moira MacTaggert est une spécialiste mondiale des mutations génétiques. Elle obtient un prix Nobel pour son travail. Elle crée un centre de recherches génétiques sur l'île de Muir, en Écosse.
Alliée au Professeur Xavier, elle est pendant un temps sa compagne, étant tombée amoureuse de Charles alors que tous deux étudiaient à l'université d'Oxford. Elle épouse finalement Joseph MacTaggert, un homme politique qui se montre violent avec elle. Après sa séparation, Moira cache à son époux (qui refuse le divorce) l'existence de son fils Kevin, qui devient plus tard le mutant Protéus.

### Révélation
Moira Kinross est née en Écosse, fille d'un puissant noble, Lord Kinross. Quand elle eut 13 ans, son pouvoir mutant s'activa mais ne se manifesta pas, car son don était celui de la réincarnation. Elle mena une vie simple, épousa un homme nommé Kenneth Cowan et eut trois enfants et décéda d'une crise cardiaque à 74 ans.
La seconde vie de Moira débuta dans l'utérus, car elle était déjà consciente et elle se souvenait parfaitement de sa vie passée. Cela lui permit de développer une intelligence extraordinaire et d'entrer à l’Académie, quand elle eut 44 ans, elle entendit parler d'un professeur nommé Charles Xavier. Toutefois, elle périt dans un accident d'avion en traversant l'Atlantique, dans l'espoir de le rencontrer.
Dans sa troisième vie, Moira se focalisa sur l'anthropologie et la génétique. Elle rechercha activement Charles Xavier quand tous deux étudièrent à l'Université d'Oxford mais elle fut déçue car elle le trouva arrogant et égoïste. Souhaitant se débarrasser de son pouvoir qu'elle jugeait comme une malédiction éternelle, elle se mit en tête de découvrir un remède à la mutation. Elle réussit mais attira l'attention de la Confrérie des Mauvais Mutants qui attaqua son laboratoire. La voyante Destinée avertit Moira de ne pas suivre le même chemin lors de sa prochaine vie, car elle serait capable de l'arrêter de nouveau. Elle lui révéla aussi qu'elle n'avait que 10 vies, 11 au mieux, car son pouvoir s’essoufflerait. Puis Destinée demanda à Pyro de brûler Moira vivante.
Après une renaissance dans sa quatrième vie, Moira se résolut à étudier le dilemme humains-mutants. Devenant ouverte aux bénéfices potentiels des mutants, elle reprit contact avec Charles Xavier et tous deux tombèrent amoureux. Ils se marièrent et ouvrirent l’École Xavier pour les Jeunes Surdoués. Elle resta aux côtés de Xavier pendant des années, jusqu'à ce que le couple soit chassée et éliminé par des Sentinelles.
Dans sa cinquième vie, Moira décida que l'agression était la seule réponse acceptable aux tendances violentes de l'Humanité. Elle fugua de son foyer, encore adolescente et chercha Xavier pendant une décennie avant le jour où ils devaient se rencontrer. Moira partagea le secret de ses vies passées et cela radicalisa le jeune homme. Au lieu de fonder une école, Xavier créa une armée et l'isola du reste du monde dans une nation appelée Faraway. Elle fut finalement ciblée par les Sentinelles et Moira tomba dans le coma après une grave blessure. Elle décéda un an après le génocide.
Sa sixième vie continua 1 000 ans dans le futur, à une époque où les mutants avaient perdu la guerre contre la technologie et étaient presque une espèce éteinte. Moira et Wolverine y étaient des spécimens préservés dans le Zoo du Librarian. Elle laissa Wolverine la tuer pour pouvoir se réincarner et utiliser ce savoir dans sa vie suivante.
A cause des évènements de ses vies antérieures, Moira passa sa septième vie à éradiquer la lignée du créateur des Sentinelles, Moira fut tuée en découvrant l'usine du Moule Initial. Cette expérience la radicalisa.
Dans sa huitième vie, Moira embrassa la philosophie du terroriste mutant Magnéto et l'aida à conquérir l'Amérique pour y établir la Maison de M. Capturée, elle fut plus tard tuée dans une tentative d'évasion ratée.
Dans sa neuvième vie, Moira abandonna l'espoir que Magnéto ou Xavier puissent sauver l'espèce mutante. Avec quelques vies restantes, elle réveilla Apocalypse qui tua Xavier et Magnéto. Moira et Apocalypse formèrent plus tard les X-Men et enclenchèrent une longue guerre entre mutants, machines et l'Humanité. Cette guerre contre l'espèce humaine et les machines fut surnommé la Guerre de l'Apocalypse. Elle donna finalement l'avantage aux machines alliés aux humains, et vit l'essor de la Suprématie Homme-Machine de Nimrod. une Sentinelle intelligente et adaptable à toute situation, virtuellement indestructible. Moira fut brutalement blessée avant qu'elle ne puisse vaincre Nimrod. Moira fut alors tuée par Wolverine lui-même, lui permettant de se réincarner. Après toutes ses vies vécues, Moira décida d'approcher sa dixième vie différemment.
Dans sa dixième et apparemment dernière vie, Moira décida de retrouver Charles Xavier, qu'elle rencontra à Oxford pendant ses études, et lui permit de lire son esprit pour apprendre tout de ses vies passées. Dans cette nouvelle vie, Moira désira travailler avec Xavier et Magnéto pour éviter les défaites qu'elle avait connues dans ses autres vies. La suite, fut celle connue depuis son apparition dans les comics en tant qu'humaine.

### Nouvelle mort, trahison et cyborg
Déclarée première humaine à contracter le virus Legacy, Moira chercha un remède et elle décida de s'isoler en quarantaine. Quand le laboratoire de Muir fut détruit par Mystique et la Confrérie des Mutants, Moira découvrit le remède à une nouvelle souche du virus que Mystique avait créé, une souche qui n'affectait que les humains. Moira fut sérieusement blessée dans l'assaut et elle utilisa un golem Shi'ar pour faire croire à sa mort. 'Elle' réussit toutefois à transmettre des informations importantes à Charles, avant de mourir dans ses bras.
Revenue à la vie, Moira a décidé d'attaquer Krakoa afin de restaurer ses pouvoirs et de réinitialiser la chronologie, mais avant cela, elle a demandé l'aide de l'homme d'affaires techno-utopique de génie et milliardaire Arnab Chakladar, fondateur d'Epiphany, dans son refuge et lui a révélé son ancien pouvoir de résurrection et les protocoles de résurrection de Krakoan. Cela lui suffisait pour la croire et l'aider. Elle voulait son aide pour trouver un moyen de tromper définitivement la mort et finalement vivre éternellement. Elle a aidé Chakladar à terminer son travail sur la synthèse biotechnologique et une copie mnémotechnique de Moira a été créée avant qu'elle ne quitte son laboratoire et stockée dans un corps techno-organique, s'activant au cas où son assaut échouerait et qu'elle mourrait. Ce qui arriva finalement.
Après sa mort, la copie mnémonique de Moira a été activée et a rampé hors de sa propre tombe, commençant ironiquement sa onzième vie. Moira MacTaggert était désormais elle-même une conscience codée par une machine, une intelligence augmentée, l'homme et la machine fonctionnant comme un seul et le précurseur de la suprématie mortelle de l'homme-machine de beaucoup de ses futurs.
Désormais poussée par un sentiment de trahison et son désir ultime de survivre, Moira se consacre à nouveau à éliminer les mutants une fois pour toutes, montrant qu'elle est désormais devenue le même type de menace qu'elle tentait de prévenir plus tard. accéder aux relais internes d'Orchis pour proposer ses services à Feilong et au Docteur Stasis.

## Pouvoirs et capacités
Moira possède un facteur génétique mutant qui la fait passer pour une humaine. Aucun capteur ou test génétique ne peut faire la différence.
Moira pouvait se réincarner dans une autre réalité alternative à chaque fois qu'elle décèdait. Depuis sa seconde vie, elle se souvient de ses vies passées dès la naissance. Le cycle de réincarnation de Moira n'est toutefois pas infini.
Moira est une mutante, cybernétisée elle possède depuis une force, une agilité et une endurance accrue.
Moira MacTaggert est l'une des plus grandes spécialistes au niveau mondial en génétique et dans les mutations génétiques, possédant des connaissances étendues dans ces domaines. Au cours de ses recherches dans son centre sur l’Île de Muir, elle a découvert le gène mutant (gène X) qui donne aux mutants de l'univers Marvel leurs pouvoirs surhumains, ce qui lui a valu d'être récompensée d'un prix Nobel. Elle possède par ailleurs des connaissances étendues en médecine.
Elle est par ailleurs compétente dans le maniement des armes à feu.

## Apparitions dans d'autres médias
Sauf indication contraire, les informations mentionnées dans cette section peuvent être confirmées par la base de données cinématographiques IMDb,  présente dans la section « Liens externes ».

### Films
Interprétée par Olivia Williams dans la 1re trilogie X-Men
- 2006 : X-Men : L'Affrontement final de Brett Ratner.

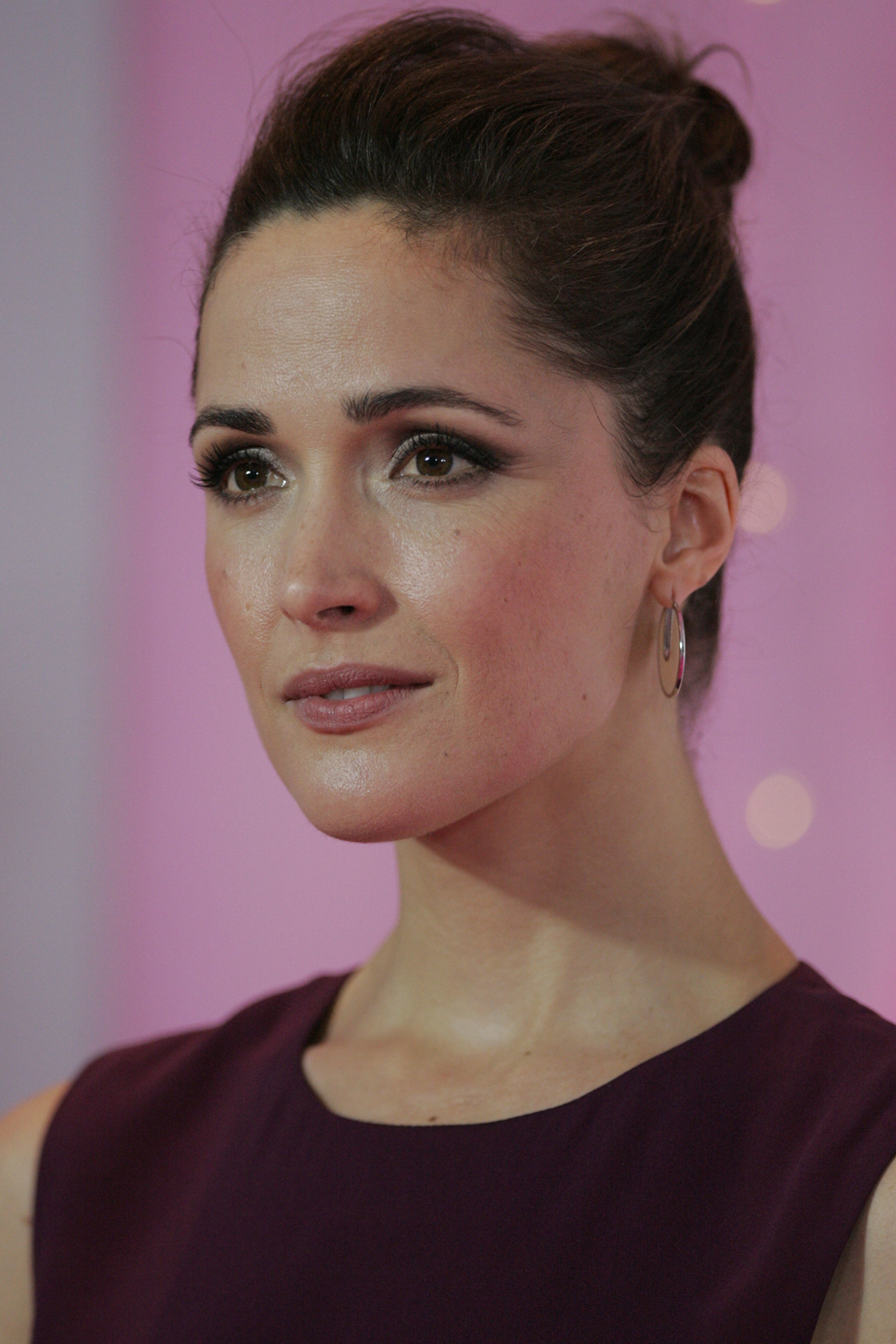
L'actrice Rose Byrne incarne Moira MacTaggert dans deux films de la 2e trilogie X-Men.

Interprétée par Rose Byrne dans la 2e trilogie X-Men
- 2011 : X-Men : Le Commencement de Matthew Vaughn – Cette version alternative du personnage n'est ni britannique ni scientifique, mais américaine et agent de renseignement pour la CIA.
- 2016 : X-Men: Apocalypse de Bryan Singer.

### Télévision
Le personnage apparaît dans 4 épisodes de la série d'animation des années 1990. En 2003, elle n'est présente que dans un seul épisode de X-Men: Evolution.
Elle apparaît dans cinq épisodes de Marvel Anime X-Men (2011).

### Jeux vidéo
Moira MacTaggert est présente dans plusieurs jeux vidéo liés aux X-Men : 
- X-Men Legends (2004)
- X-Men Legends II : L'Avènement d'Apocalypse (2005)
- Marvel Heroes (2013)